# 1925年1月24日の日食

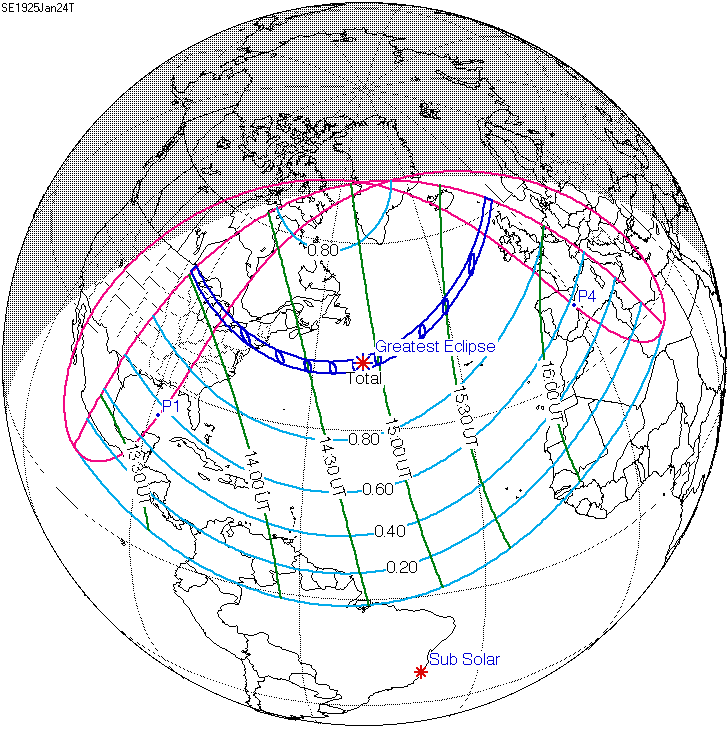

1925年1月24日の日食は、1925年1月24日に観測された日食である。カナダとアメリカで皆既日食が観測され、北大西洋両岸の広い範囲で部分日食が観測された。

## 通過した地域

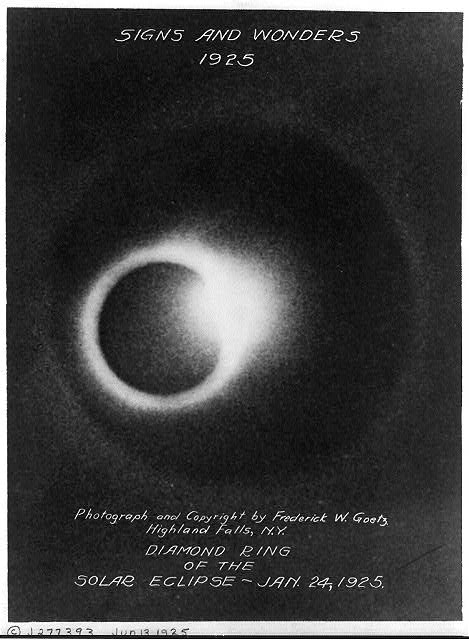
アメリカ合衆国ニューヨークで見られたダイアモンド・リング

皆既帯が通過した、皆既日食が見えた地域はカナダのオンタリオ州南部（州都で同国最大の都市トロントを含む）、アメリカ合衆国のミネソタ州北部・ミシガン州北部・ニューヨーク州西部と南部・ペンシルベニア州北東部・ニュージャージー州北部・マサチューセッツ州南西部と南東部・コネチカット州のほとんど（北東端を除く）・ロードアイランド州中南部だった。全米最大都市ニューヨークは皆既帯の南側の境界線にあり、都市の北部に皆既日食が見えた。北米最大規模の滝ナイアガラの滝も皆既帯の中にあった。
また、皆既日食が見えなくても、部分日食が見えた地域は北アメリカ中東部、南アメリカ北部、北大西洋、アフリカ北西部、ヨーロッパ中西部だった。

## 観測

### 地上

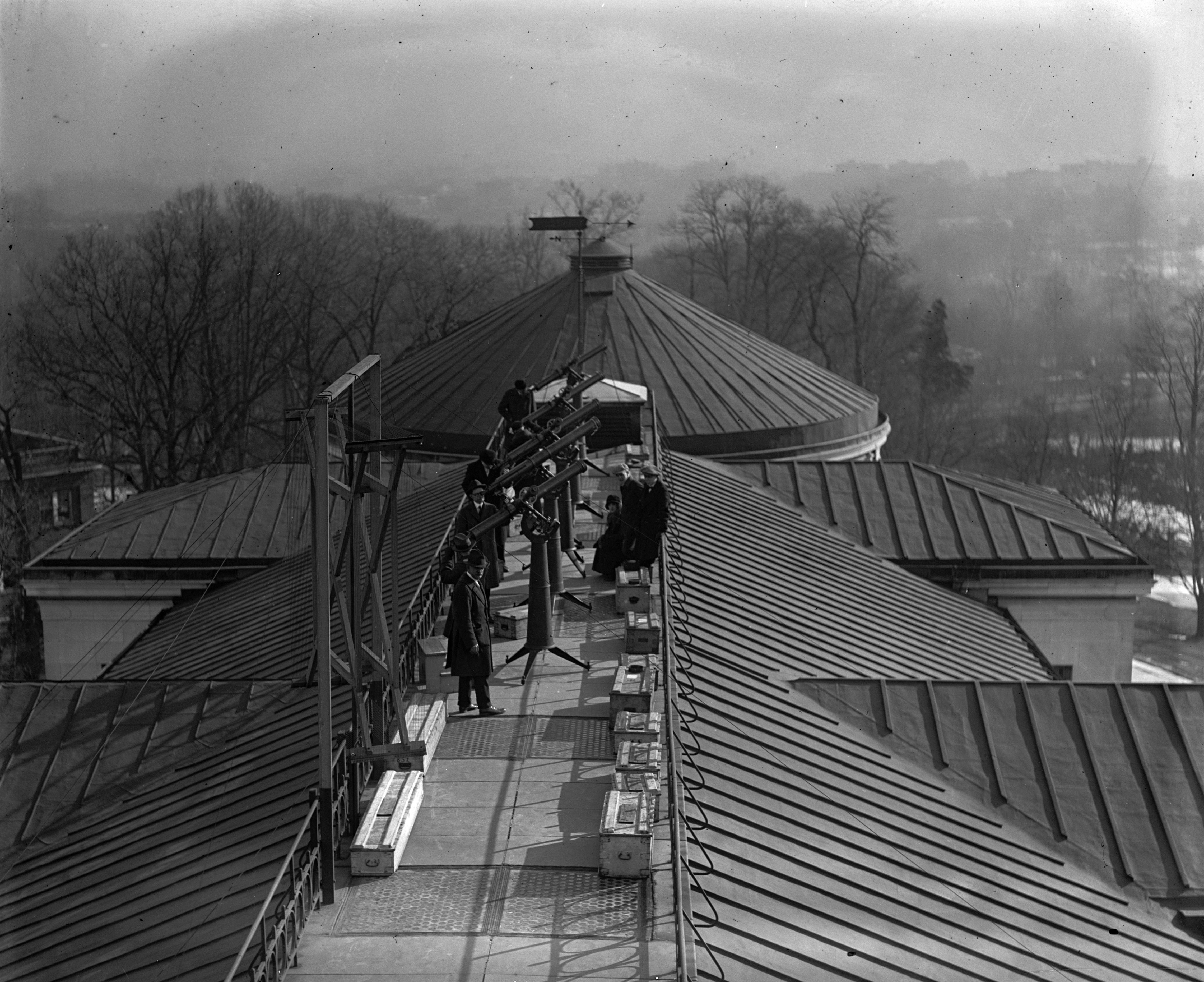
アメリカ海軍天文台の天文学者が日食を観測している様子（現地は部分日食）

アメリカ合衆国ニューヨークはちょうど皆既帯の南側の境界線にあった。月を滑らかな球体として見て、扁平率と月表面にある凹凸の山を考えず、半径を1736.646キロにすれば、マンハッタン北部、クイーンズ区北部、ブロンクス区全部は皆既帯の中にある。実際の観察により、リバーサイド・ドライブ（Riverside Dr）と96丁目（96th St）の交差点付近は皆既帯の南側の境界線にあり、理論計算値より約800メートル北にある。それによって月表面の形の計算ができる。類似な観測は1912年4月17日にフランスのパリ付近でも行われた。
多くの人口が住んでいるニューヨーク都市圏を含むアメリカ北東部が皆既帯にあるため、多くの人がこの日食を見た。当日、ニューヨークは寒くて晴れで、ブロンクス区の多くの通りと丘の東斜面に大勢の人が集まった。朝のピークは通常と逆になり、都市中心部へではなく、ブロンクス区とロウアー・マンハッタンから北に向かって中心部を出る方向に変わった。商売のチャンスを狙って沿道で写真フィルム、スモークガラス、ピンホール付きのカードを売る人もいた。
これは1806年6月16日以降ナイアガラの滝で見える初の皆既日食でもある。オハイオ州クリーブランド天文学会のメンバーはクリーブランド発の特別列車に乗り、ナイアガラの滝へ行って皆既日食を観測した。当日、朝6時には晴れで、その後雲がだんだん現れ、日食の最初段階に少し影響があり、9時前後には雲に隙間が現れ、太陽が見えた。
アメリカの科学雑誌『サイエンティフィック・アメリカン』の日食観測隊はニューヨーク州イーストハンプトンで初めて日食のカラー写真を撮った。
アメリカの電気機器・半導体企業RCAは実験を行い、日食の電波への影響について研究した。結果、当日朝発した380メートル波は、長波が朝に消えり、10時頃まで安定しない通常の状況と異なり、8:30から9:15までずっと安定していた。また、75メートル短波は8:15からだんだん弱くなり、8:30になると元のボリュームの1/3しか残っていなく、8:45から9:51の間に完全に取れなかった。しかし、日食の3日後、別の実験で矛盾した結果が現れ、ピッツバーグから発した63メートル波はオーストラリアで正常に受信された。

### 空中
この皆既日食を観測するため、皆既帯で多数の観測地が設置された。また、より良い観測角度を得るため、飛行機と和飛行船も飛ばされた。
1924年12月、アメリカ合衆国旧陸軍省は空中の撮影計画を提案した。1833年から1922年までの全てのコロナの写真は大気層内で撮られ、コロナと写真背景の違いははっきりではなかった。13,000フィート (4,000 m)以上の高さに大気塵が少ないため、15,000 - 18,000フィート (4,600 - 5,500 m)が最適高度だと推測された。
飛行船ロサンゼルスは日食の時に飛ばされた。科学学会の8人のメンバーが総重量約2,200ポンド (1,000 kg)の観測機械とカメラを持ち込んだため、乗組員は人員数を削減した。観測隊は14の項目に焦点を当てた：月の精確な直径、月の精確な軌道、相対性理論の現象、コロナの光源、コロナの成分と他の性質、太陽の中にある新しい元素と化合物の探査、日食の地磁気への影響、日食の大気層の電気的性質への影響、コロナと周辺の空の光度、日食の電波への影響、シャドーバンドの成因、月の表面の特徴、彗星探し、水星軌道のさらに内側にある惑星探し。飛行船は8,000フィート (2,400 m)の高さまで上昇し、皆既食の時はロングアイランドのモントークの約18.75マイル (30.18 km)東の上空にあった。
ハーバード大学の天文学者はアメリカ空軍の協力を受け、飛行機に乗ってミッチェル空軍基地を出発し、15,000フィート (4,600 m)の高さで皆既日食を観測した。途中では飛行船ロサンゼルスを見た。

### 逸話
北米照明学会は、女性のほうが視力がより敏感であると考えたため、光の強度を測定することを女性に任せた。
日食中警備を強化し、賃金または他の高い金額の入金が禁止された銀行がある。
ニューヨーク州ウェストポイントは皆既帯の中にあり、皆既帯の中央線より19キロ南だった。そこにある陸軍士官学校は学生全員に観測させた。
当時のアメリカ合衆国大統領カルビン・クーリッジと夫人グレース・クーリッジはワシントンD.C.にあるホワイトハウスで日食を見た。現地は部分日食で、食分が約95%だった。